# Free European Song Contest
Free European Song Contest (en català: Festival de la Cançó d'Europa Lliure) és un concurs musical internacional, organitzat per la cadena de televisió alemanya ProSieben i per la productora Brainpool TV amb participants que representen principalment països europeus. El concurs va ser similar al format de llarga durada d'Eurovisió. Cada país participant envia una cançó original perquè s'interpreti a la televisió en viu i després vota per les cançons dels altres països per determinar el guanyador.
El guanyador general del concurs és l'acte que hagi rebut la major quantitat de punts després que s'hagin recopilat i totalitzat les puntuacions de cada país.

## Història del Festival
Com que el Festival de la Cançó d'Eurovisió 2020 no va poder tenir lloc a causa del brot de la malaltia COVID-19 a Europa, l'estació de televisió alemanya ProSieben i l'artista alemany Stefan Raab van decidir organitzar el Festival de la Cançó d'Europa Lliure com una alternativa. Després de l'èxit de la primera edició, ProSieben va decidir dur a terme l'esdeveniment també per l'any 2021.
El primer festival es va celebrar a la ciutat de Colònia, Alemanya, el 16 de maig de 2020. Hi van participar setze països: cada país participant va presentar una proposta. El concurs el va guanyar Nico Santos, en representació d'Espanya, amb la cançó "Like I Love You" (en català: Com jo t'estimo).
El 16 de març es va confirmar que la data de la segona edició seria el 15 de maig a les 20:15 CEST i el 6 d'abril es va confirmar que el presentadors tornarien a ser Steven Gätjen i Conchita Wurst. El guanyador de la segona edició va ser el cantautor irlandès Rea Garvey amb 116 punts.

## Països participants
| Any  | Països segons el seu debut |
| ---- | --- |
| 2020 | Alemanya, Àustria, Bulgària, Croàcia, Dinamarca, Espanya, Irlanda, Israel, Itàlia, Kazakhstan, la lluna, Països Baixos, Polònia, Regne Unit, Suïssa, Turquia |
| 2021 | Anglaterra, Bèlgica, Escòcia, Eslovènia, França, Grècia |

| Any  | Països segons es retiren                                      |
| ---- | ------------------------------------------------------------- |
| 2021 | Bulgària, Dinamarca, Israel, Kazakhstan, la lluna, Regne Unit |

Els següents països han participat al Festival de la Cançó d'Eurovisió, però les emissores públiques o privades no han mostrat interès a participar en les properes edicions de Festival de la Cançó d'Europa Lliure (fins al moment):
- Albània
- Andorra
- Armènia
- Austràlia
- Azerbaidjan
- Belarús
- Bòsnia i Hercegovina
- Eslovàquia
- Estònia
- Finlàndia
- Geòrgia
- Hongria
- Islàndia
- Letònia
- Lituània
- Luxemburg
- Macedònia del Nord
- Malta
- Marroc
- Moldàvia
- Mònaco
- Montenegro
- Noruega
- Portugal
- Txèquia
- Romania
- Rússia
- San Marino
- Sèrbia
- Suècia
- Ucraïna
- Xipre

## Guanyadors

### Per edició
| Any  | Guanyador | Intèrpret   | Cançó           |
| ---- | --------- | ----------- | --------------- |
| 2020 | Espanya   | Nico Santos | Like I Love You |
| 2021 | Irlanda   | Rea Garvey  | The One         |

### Per país
| Victòries | País    | Edicions |
| --------- | ------- | -------- |
| 1         | Espanya | 2020     |
| 1         | Irlanda | 2021     |

### Per llengua
| Victòries | Llengua  | Edicions   |
| --------- | -------- | ---------- |
| 2         | Anglès   | 2020, 2021 |
| 1         | Espanyol | 2020       |

## Idiomes utilitzats al Festival de la Cançó Europea Lliure
La següent llista correspon a tots els idiomes utilitzats des de la primera edició del Festival de la Cançó d'Europa Lliure.
- Anglès
- Neerlandès
- Alemany
- Turc
- Croat
- Espanyol
- Búlgar
- Polonès
- Rus
- Danès
- Italià
- Alemany (Walser)
- Hebreu
- Eslovè
- Grec

## Seus
- Colònia, Alemanya (2020)
- Lanxess Arena, Colònia, Alemanya (2021)

## Presentadors
- Steven Gätjen i Conchita Wurst (2020)
- Steven Gätjen i Conchita Wurst (2021)

## Audiència
El primer festival va obtenir 2.57 milions d'espectadors en la televisió ProSieben (i 1.54 milions d'espectadors tenien entre 14 i 49 anys) i a la televisió ProSieben Àustria hi va haver 0,11 milions espectadors (i 0.08 milions d'espectadors tenien entre 14 i 49 anys).
La segona edició, es va transmetre pel canal ProSieben a Alemanya. A Àustria i Suïssa (inclòs Liechtenstein) es va transmetre per ProSieben Àustria y ProSieben Suïssa sense comentaristes específics per cadascú dels països. La señal de transmissió va ser novament presa per part de ProSieben d'Alemanya.
A Alemanya va tenir una audiència de 1.38 milions (i un 0.76 milions dels espectadors tenien entre 14 i 49 anys) i a la televisió ProSieben Àustria va tenir una audiència de 0,06 milions (baixen les cifres d'espectadors en comparació a l'edició anterior).

## Curiositats
- Aquest festival s'assembla al seu predecessor Bundesvisió.
- Alguns participants i col·laboradors del Festival de la Cançó d'Europa Lliure també van participar a Eurovisió o al Bundesvisió.
- Els socis oficials de la competició van ser Verivox i Netflix.
- Irlanda i La lluna va obtenir la major quantitat de punts dels països que van votar per votació de l'audiència (a cadascuna de les edicions celebrades fins al moment).